# Calycopis matho
Espèce
Calycopis matho est une espèce de papillons de la famille des Lycaenidae, de la sous-famille des Theclinae et du genre Calycopis.

## Dénomination
Calycopis matho a été décrit par Frederick DuCane Godman et Osbert Salvin en 1887 sous le nom initial de Thecla matho.
Synonyme : Argentostriatus roraimaevagus Johnson, 1993.

## Description
Calycopis matho est un petit papillon aux pattes et aux antennes cerclés de blanc et noir, avec deux fines queues, une courte et une longue à chaque aile postérieure.
Le dessus est marron doré avec aux ailes postérieures une plage bleu brillant métallisé.
Le revers est jaune avec aux ailes antérieures une fine ligne postdiscale marron et aux ailes postérieures une bande postdiscale blanche et deux ocelles rouge marqués de noir dont un en position anale, surmonté de deux triangles jaune cernés de blanc.

## Écologie et distribution
Calycopis matho est présent en Bolivie, au Brésil, au Guyana et en Guyane,,.

### Protection
Pas de statut de protection particulier.